# Afraha Stadium
Afraha Stadium – wielofunkcyjny stadion w Nakuru w Kenii. Jest używany głównie dla meczów piłki nożnej oraz zawodów lekkoatletycznych. Swoje mecze rozgrywają na nim drużyny piłkarskie Nakuru AllStars, Red Berets FC i Ulinzi Stars. Stadion może pomieścić 8200 osób.